# Roberto Leiga
Roberto Héctor Leiga (nacido en Buenos Aires el 3 de junio de 1971) es un exfutbolista argentino. Se desempeñaba como delantero y su primer club fue Nueva Chicago.

## Carrera
Roberto Leiga surgió futbolísticamente en las inferiores de Nueva Chicago, equipo con el que obtuvo el título de campeón de octava división en 1986 bajo la dirección técnica de Víctor Pardo.
Debutó el 24 de noviembre de 1990 en el estadio Ciudad de Vicente López cuando Nueva Chicago visitó a Almagro. En esa misma temporada marcó cuatro goles y consiguió el ascenso a Primera B Nacional tras ganar el Torneo Zonal Noroeste 1991.
En los siguientes años se destacó en el primer equipo del club de Mataderos a tal punto que Huracán solicitó un préstamo para adquirirlo de cara a la temporada 1992/93. En Huracán no tuvo continuidad, disputó 12 encuentros y anotó un gol ante Boca Juniors.
Inició su segundo ciclo en Nueva Chicago a mediados de 1993 y permaneció hasta 1995. Tras un breve paso por Académica de Coimbra en el fútbol portugués recaló en Cipolletti para disputar el Torneo Argentino A 1995-96, por ese entonces el equipo de Río Negro era dirigido por Hugo Zerr, entrenador que lo había hecho debutar en Nueva Chicago. A principios de 1996 firmó en Defensa y Justicia  y convirtió cuatro goles en el Torneo Clausura 1996 de Primera B Metropolitana.
De cara a la temporada 1996/97 se incorporó a Argentinos Juniors y con esta institución logró el campeonato de Primera B Nacional 1996/97 y el correspondiente ascenso a Primera División.
En 1997 continuó su carrera en Deportivo Morón, durante esta etapa se recuerda un famoso clásico donde anotó un gol ante Nueva Chicago jugado en Mataderos. Luego regresó a Nueva Chicago para afrontar la temporada 1998/99, en la cual se destacó durante gran parte del campeonato.
Nueva Chicago no tuvo problemas con Central Córdoba y se impuso por 4 a 1, con una gran tarea de Roberto Leiga.7 de abril de 1999, diario La Nación.
En la siguiente temporada dejó Nueva Chicago y se incorporó a Tigre, club que terminó siendo el último dentro de Argentina en su trayectoria como futbolista. Culminó su carrera en el fútbol exterior, allí se desempeñó en el Atlético San Francisco de México, Hapoel Beit She'an de Israel y The Strongest de Bolivia.

## Clubes
| Club                   | País      | Año       |
| ---------------------- | --------- | --------- |
| Nueva Chicago          | Argentina | 1990-1992 |
| Huracán                | Argentina | 1992-1993 |
| Nueva Chicago          | Argentina | 1993-1995 |
| Académica de Coimbra   | Portugal  | 1995      |
| Cipolletti             | Argentina | 1995      |
| Defensa y Justicia     | Argentina | 1996      |
| Argentinos Juniors     | Argentina | 1996-1997 |
| Deportivo Morón        | Argentina | 1997-1998 |
| Nueva Chicago          | Argentina | 1998-1999 |
| Tigre                  | Argentina | 1999-2000 |
| Atlético San Francisco | México    | -         |
| Hapoel Beit She'an     | Israel    | -         |
| The Strongest          | Bolivia   | 2001      |

## Palmarés
| Club               | Campeonato                    | País      | Año         |
| ------------------ | ----------------------------- | --------- | ----------- |
| Nueva Chicago      | Ascenso a Primera B Nacional  | Argentina | 1990 - 1991 |
| Argentinos Juniors | Campeón de Primera B Nacional | Argentina | 1996 - 1997 |